# 安东尼圣撒多宁堂
安东尼圣撒多宁堂（Église Saint-Saturnin d'Antony）是一座罗马天主教堂区教堂，位于法国法兰西岛大区上塞纳省安东尼，属于天主教楠泰尔教区。这是一座该地区典型的哥特式建筑风格的乡村教堂，矩形平面，其立面、后殿和钟楼，分别体现三个建筑时期，对应于相对繁荣的三个时期：8世纪、12世纪和14世纪百年战争后期。教堂保留的最古老的部分，可以追溯到加洛林王朝时期。1928年10月19日，该堂列为法国历史遗迹。

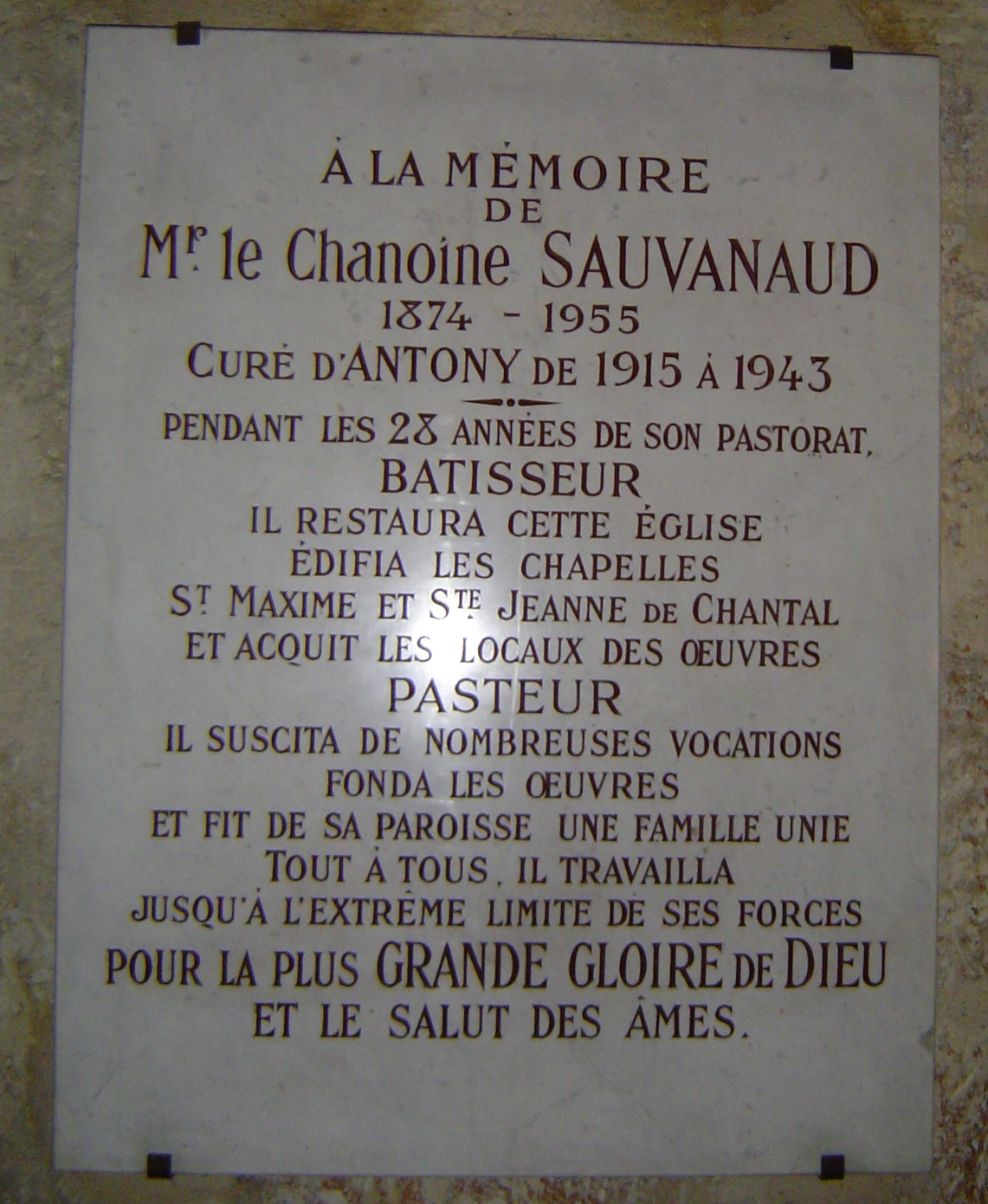
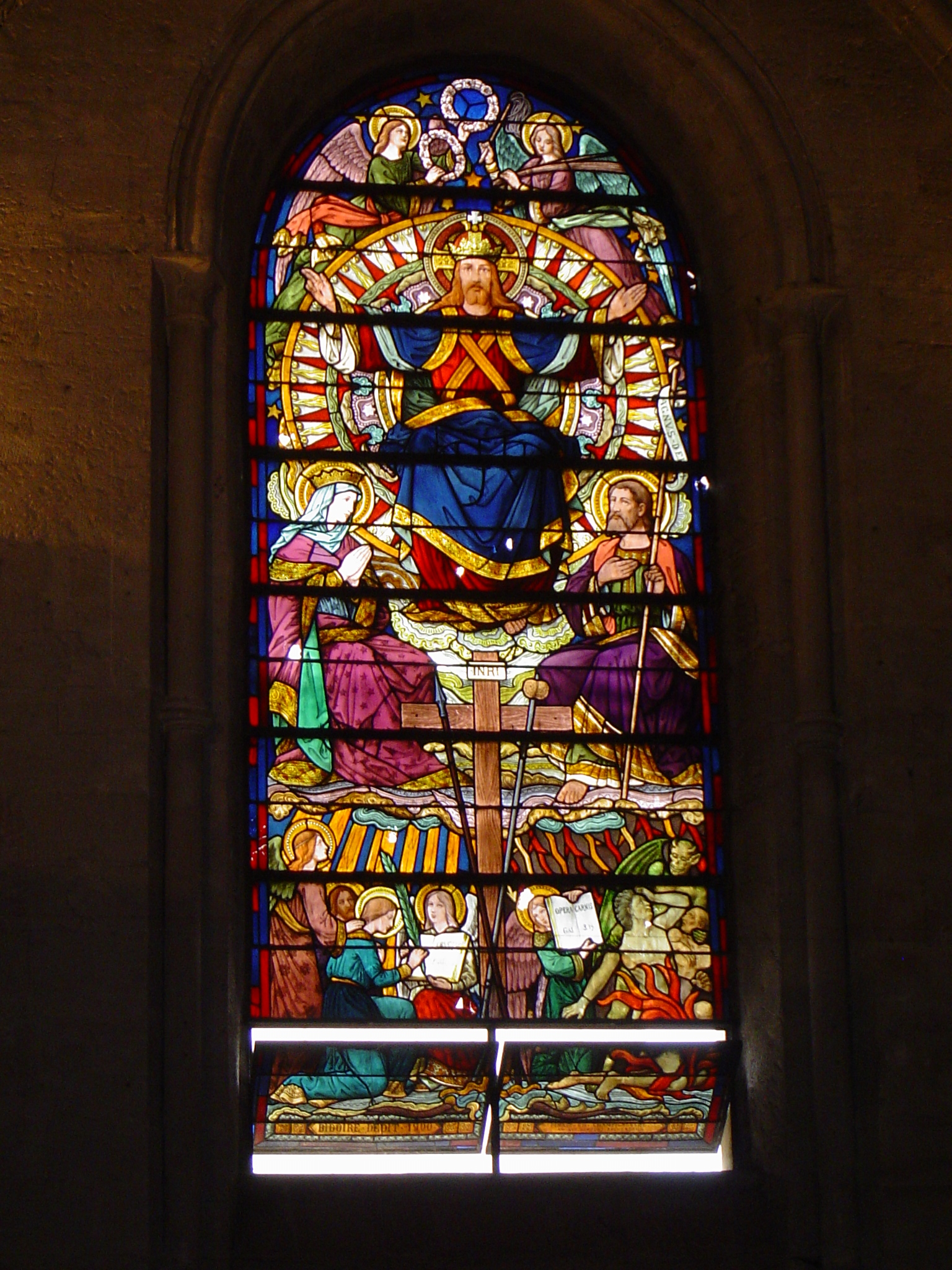
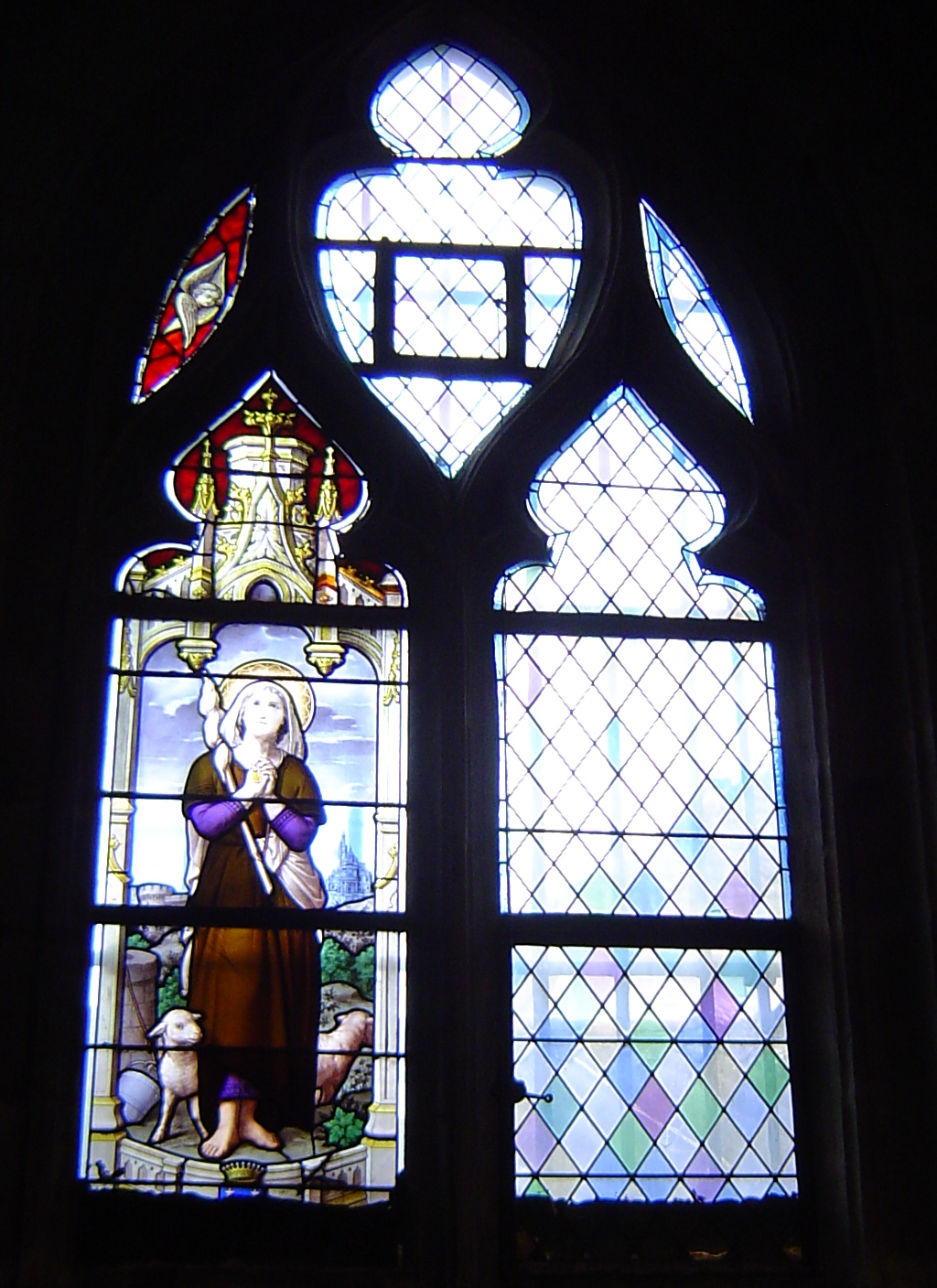
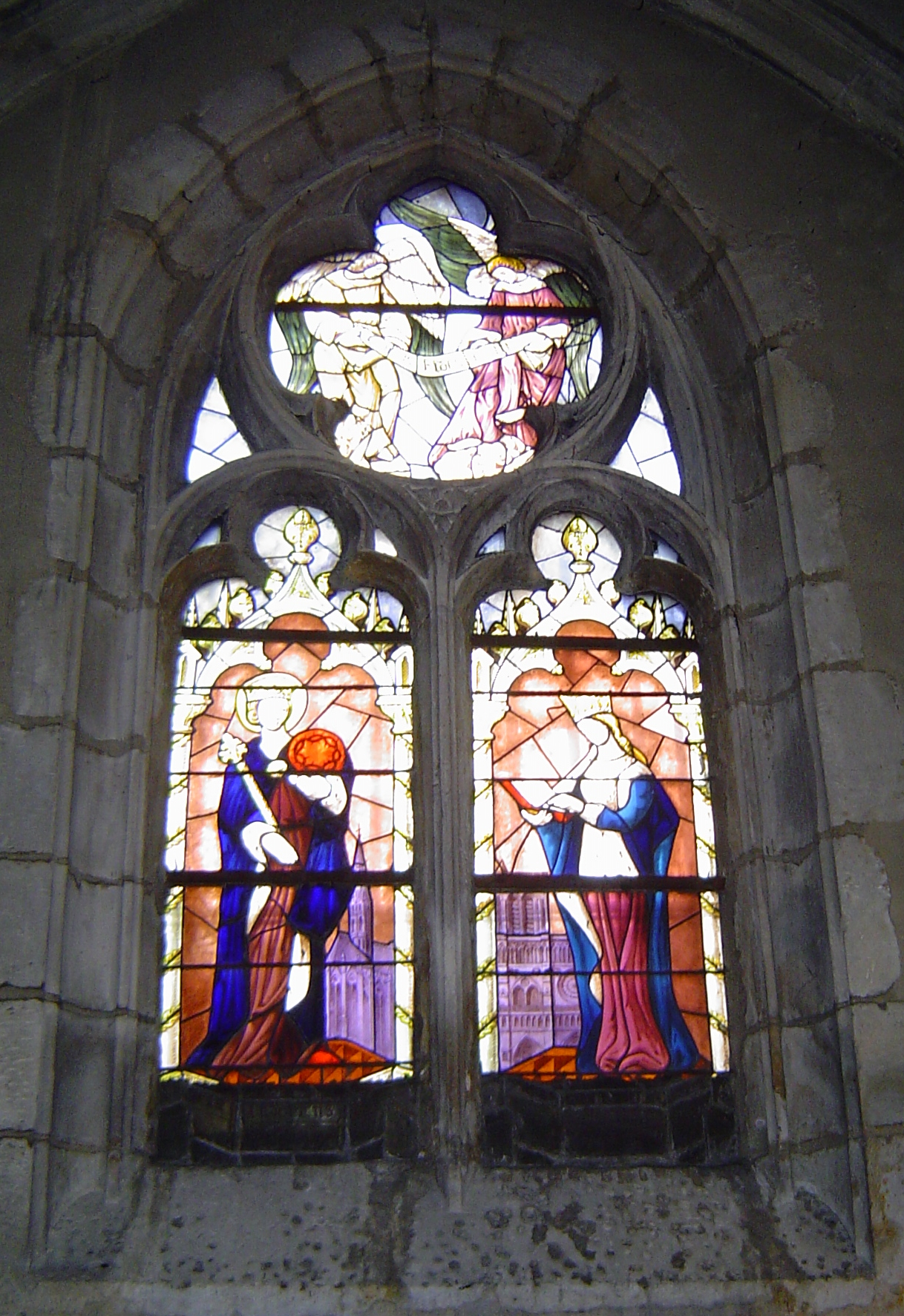
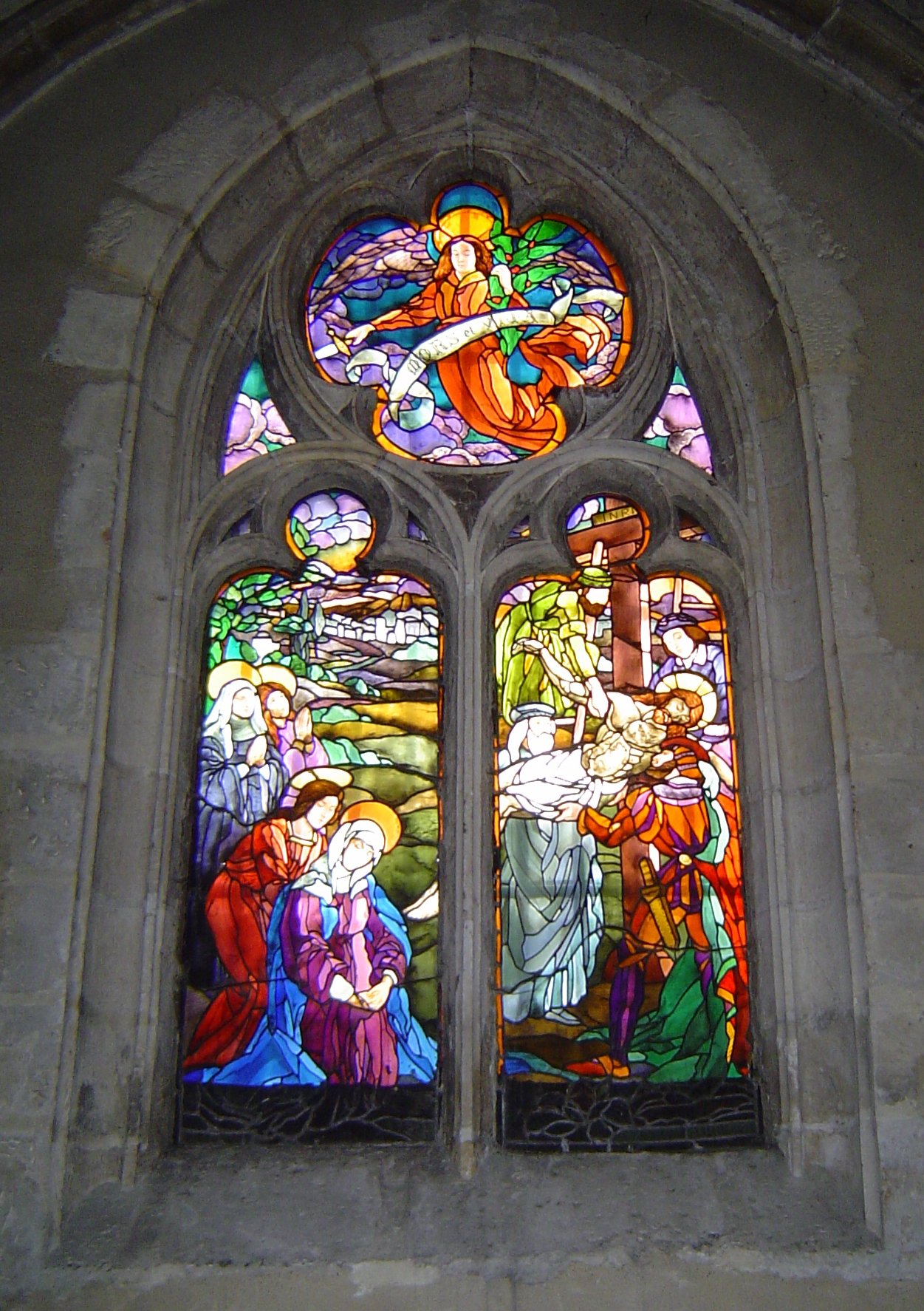
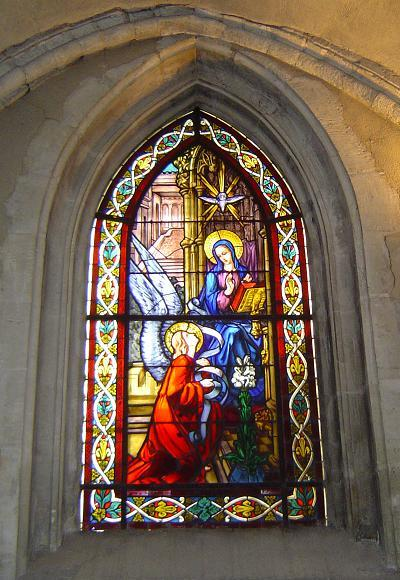
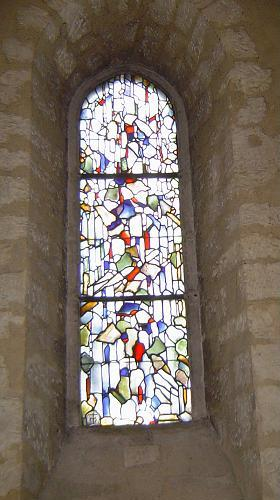
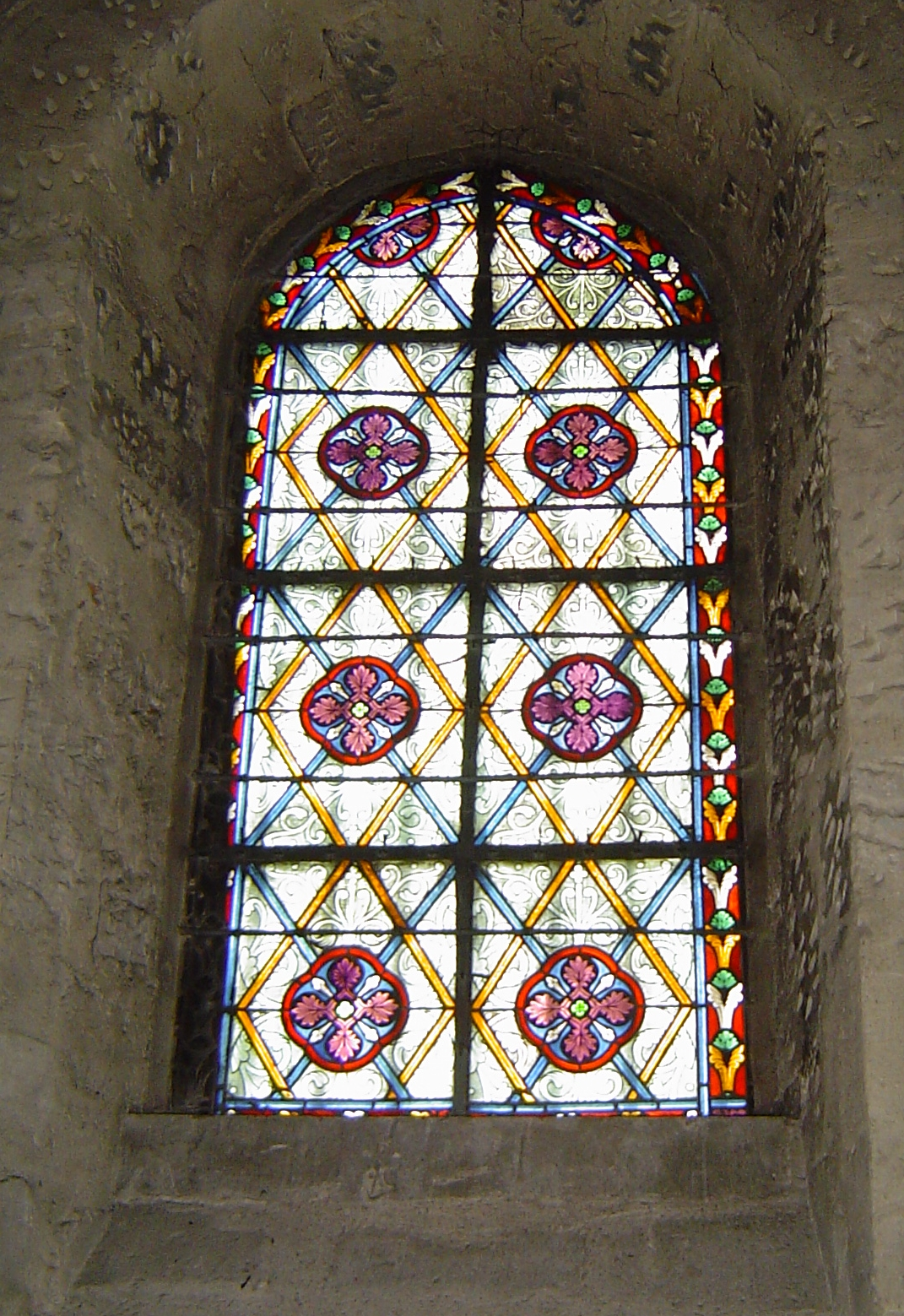
Grisaille.
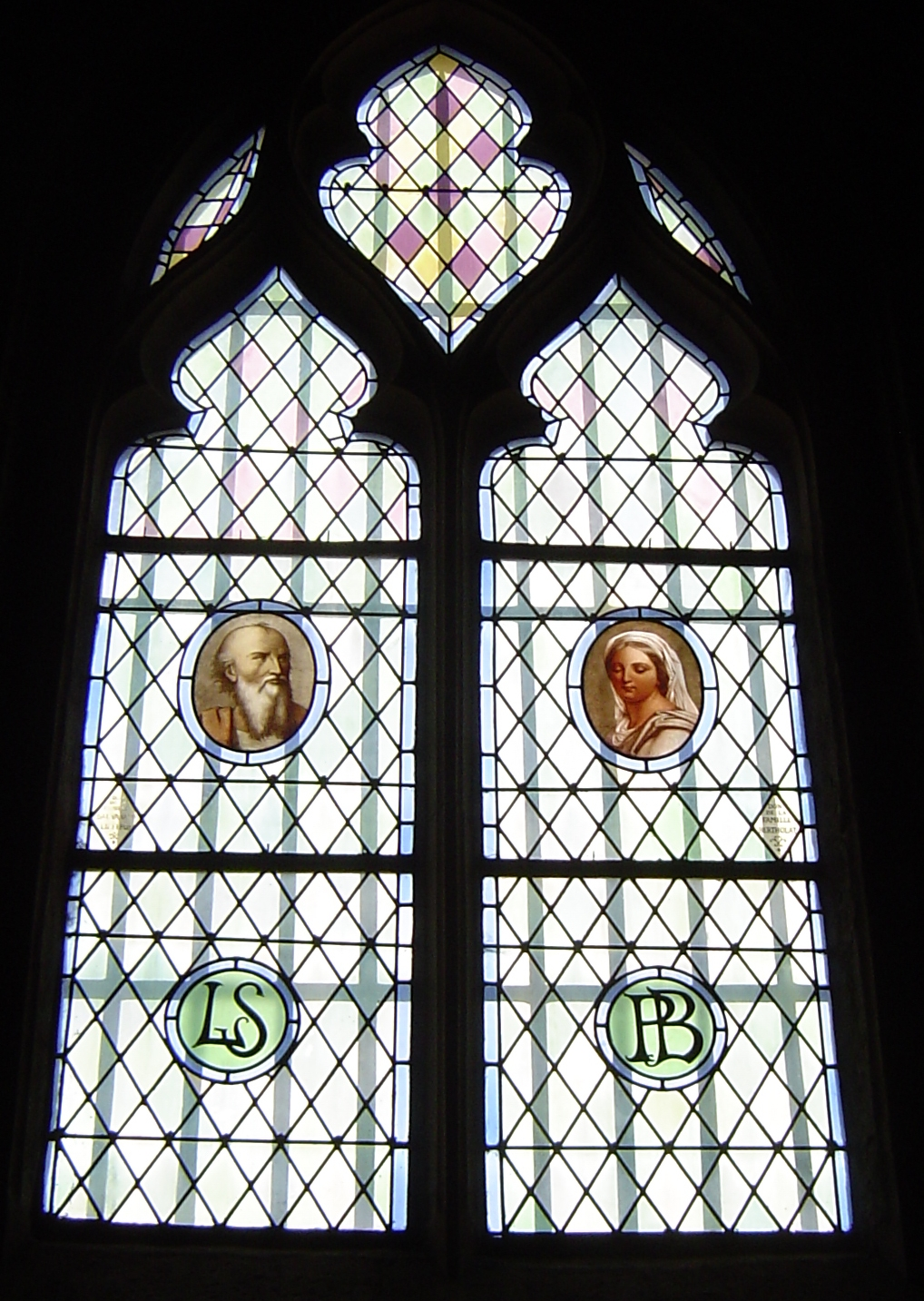
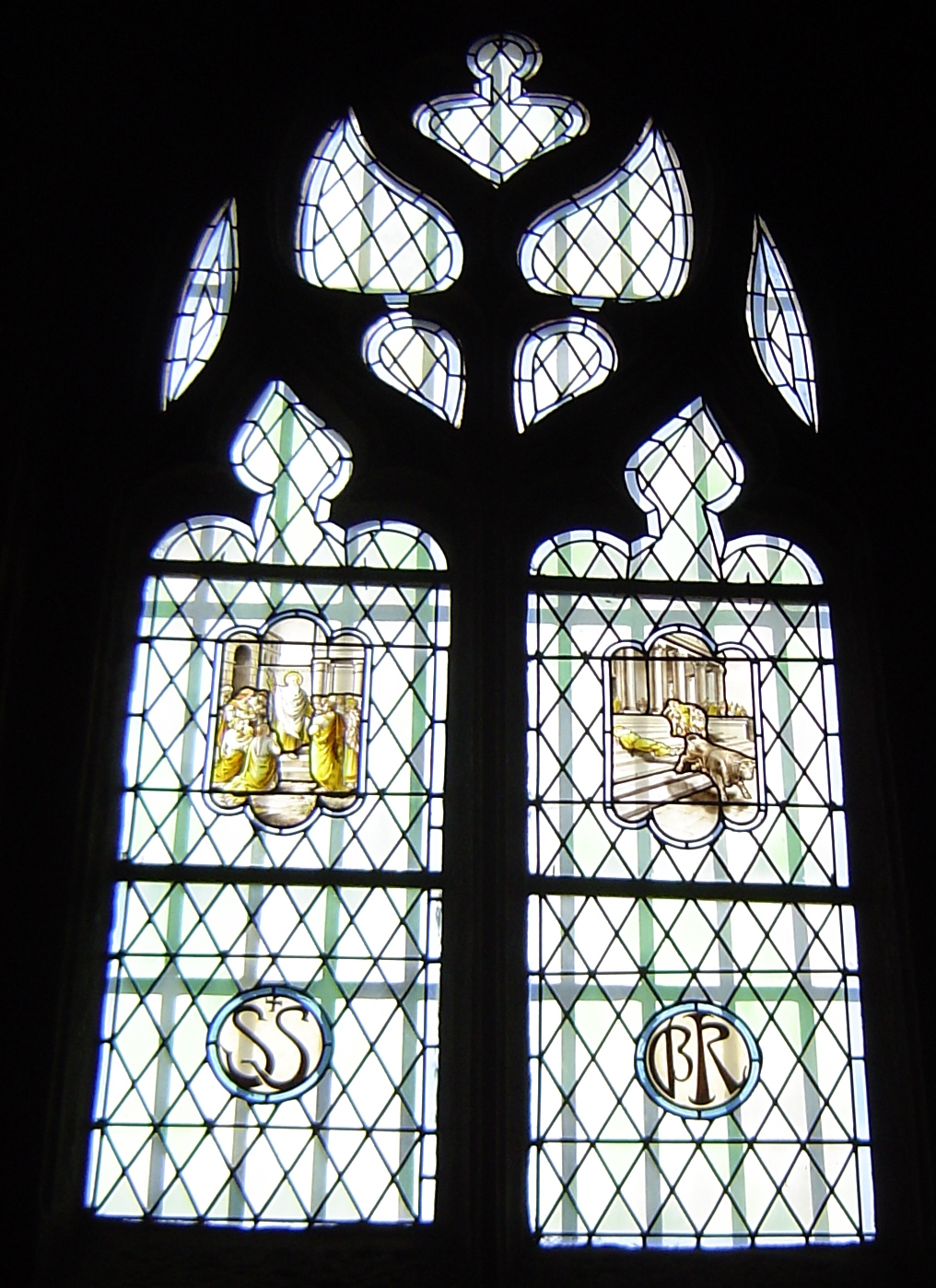
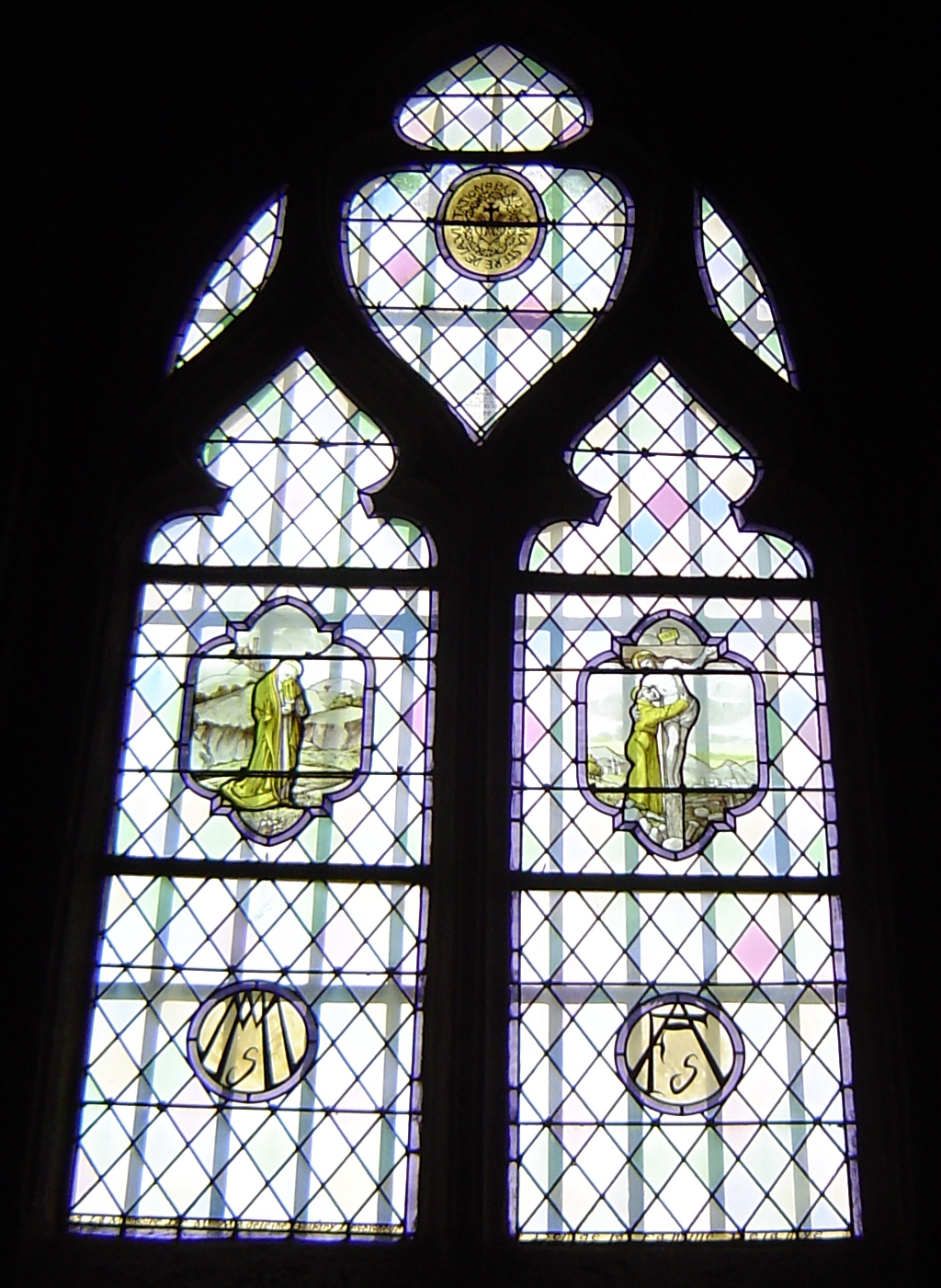
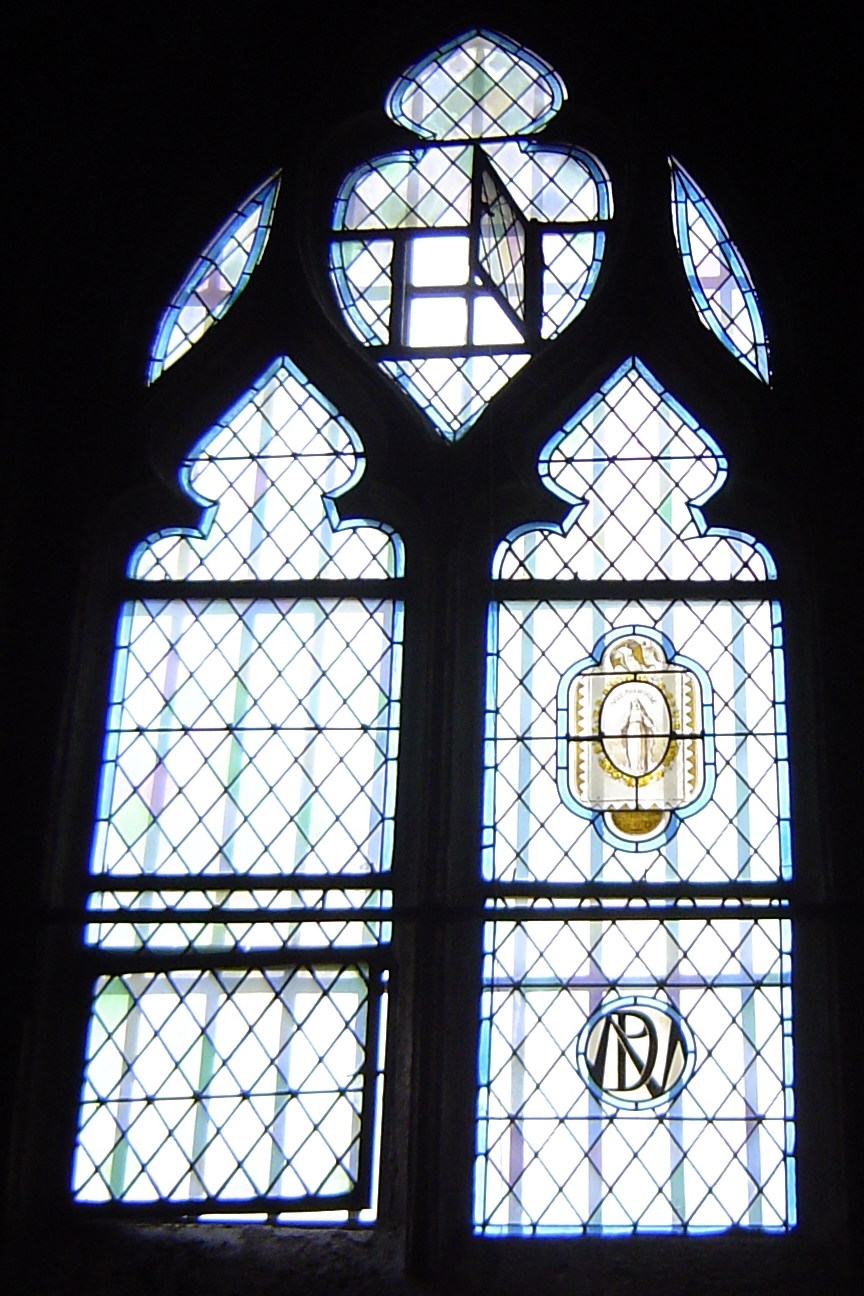
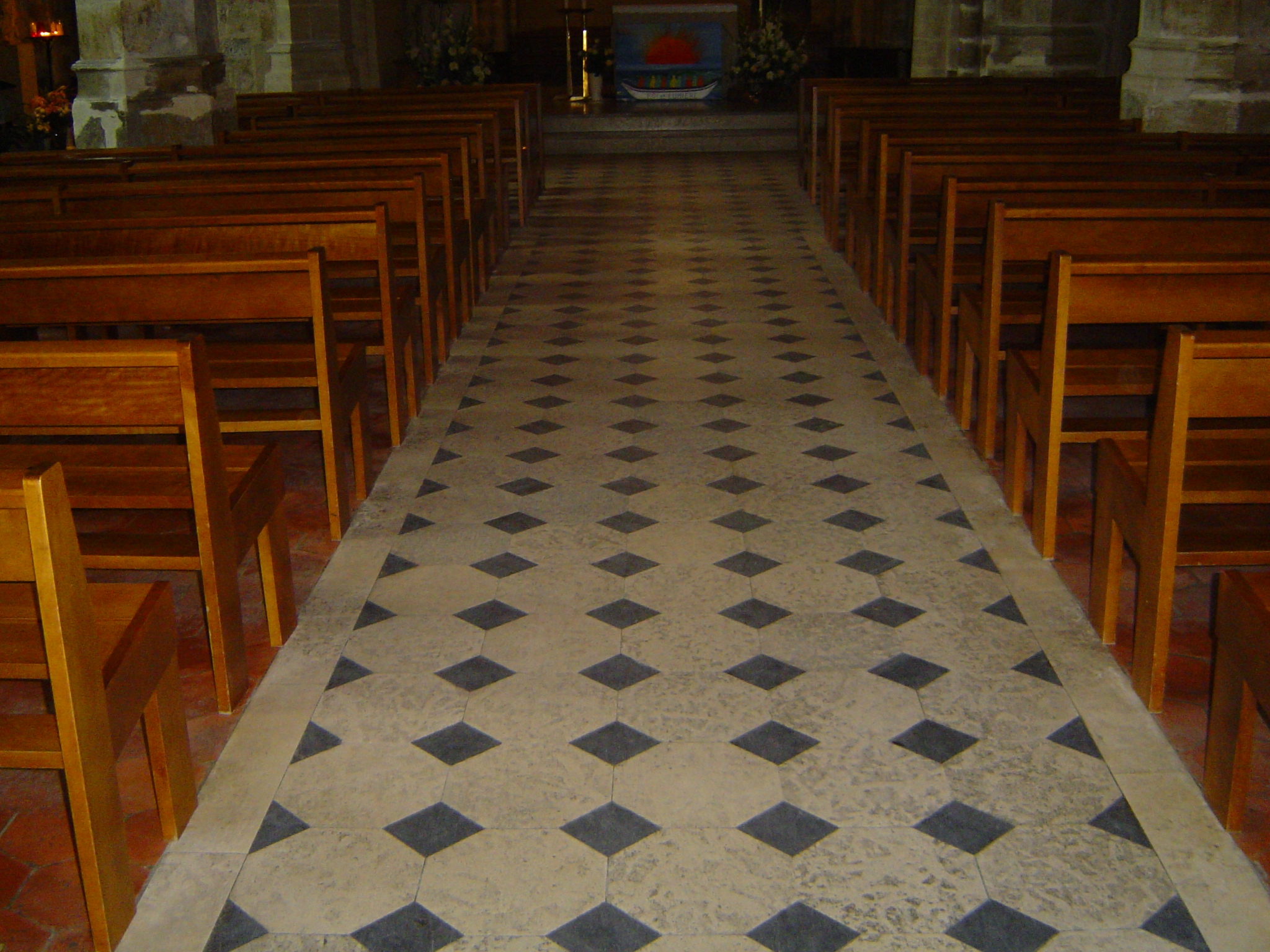
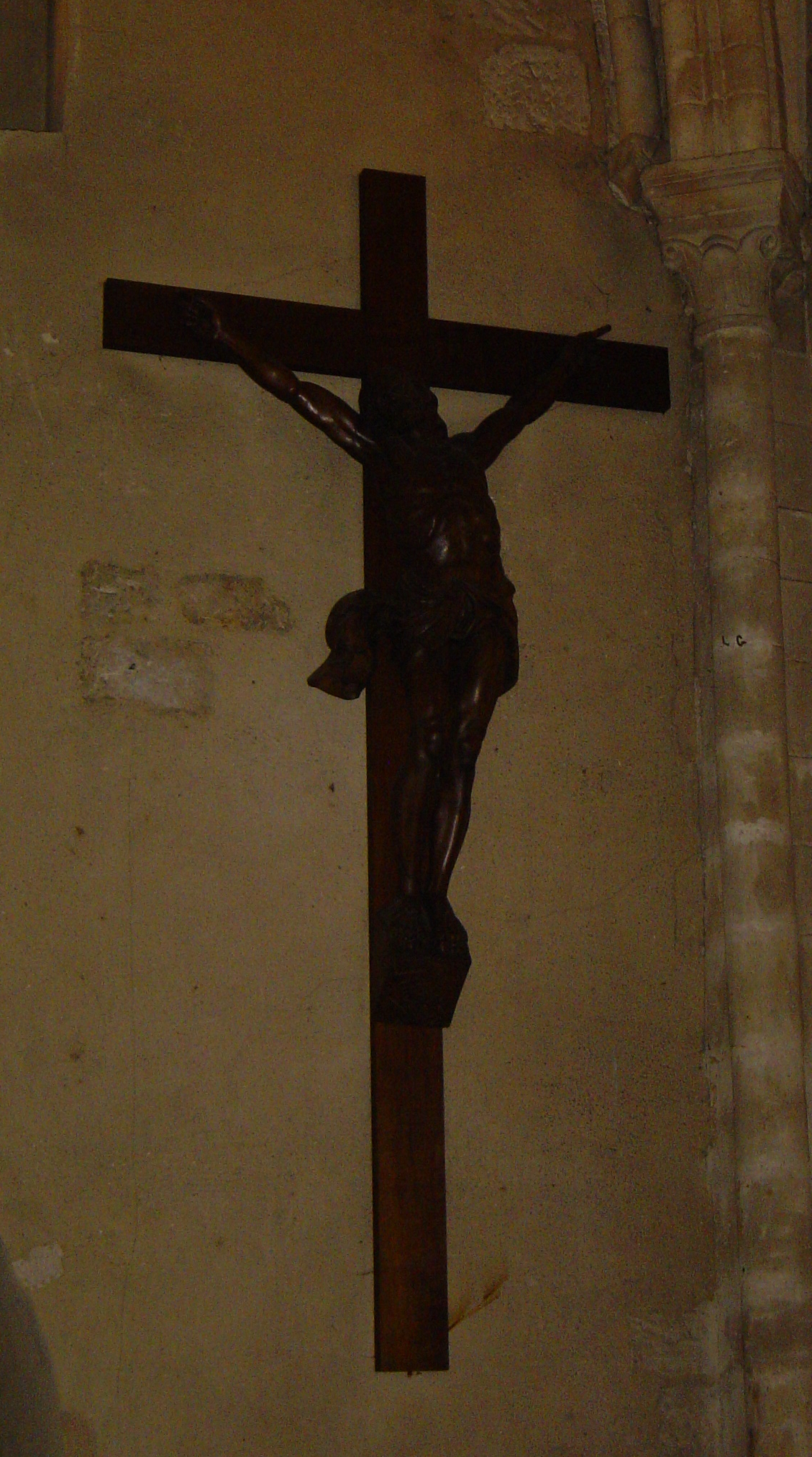
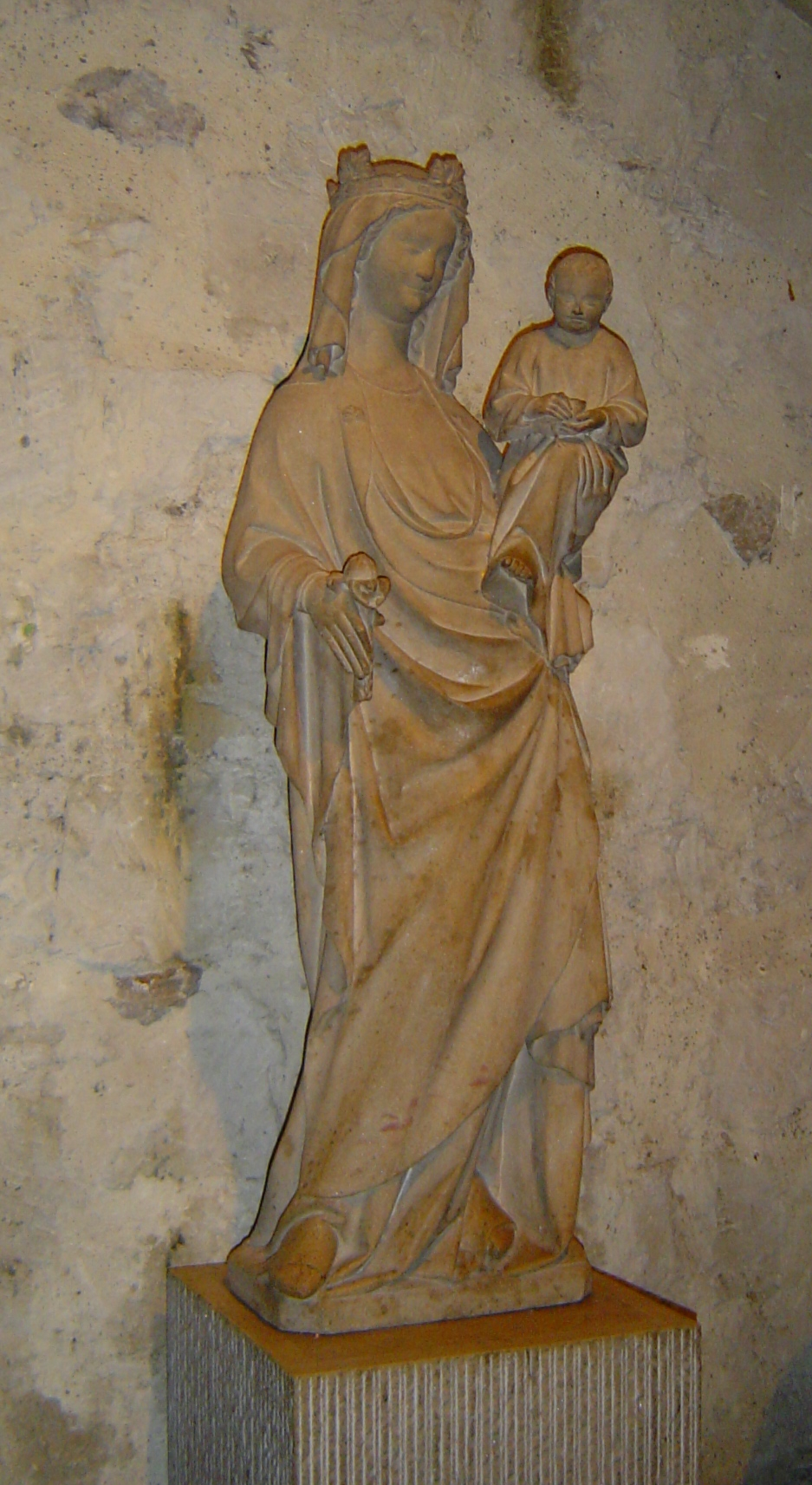
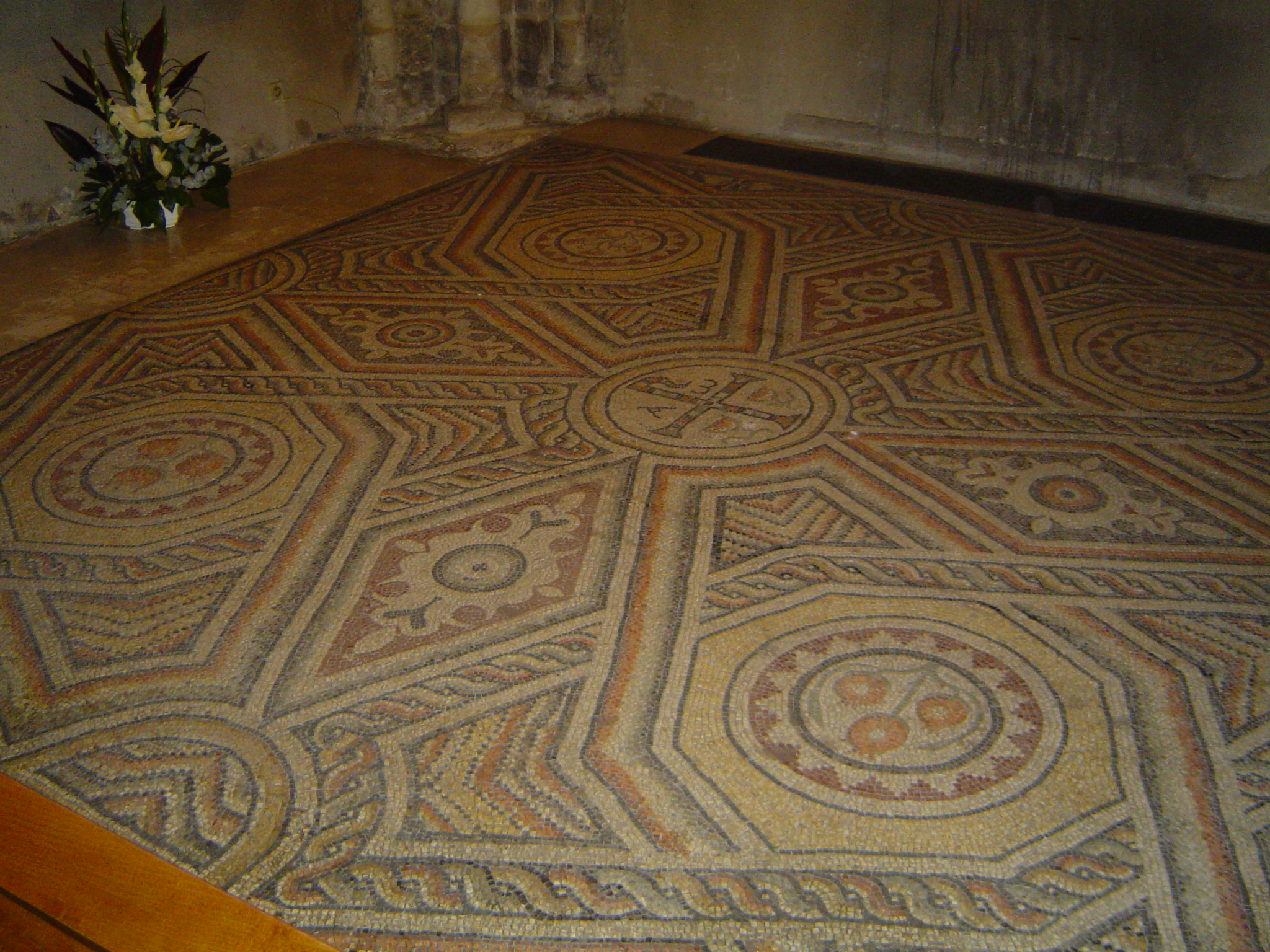
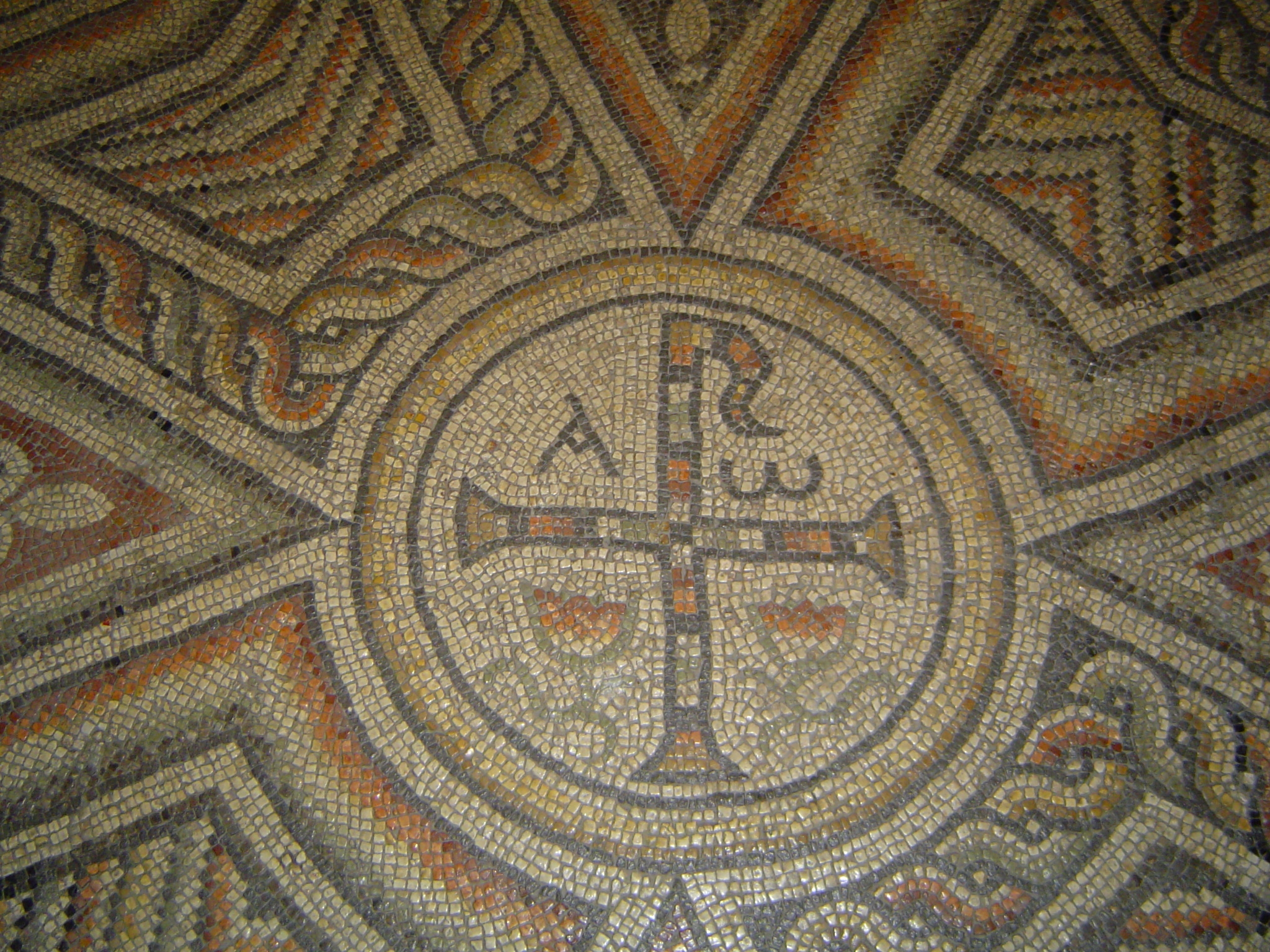